# Karel Ctibor
Zpěvák Karel Ctibor (2. listopadu 1904 Praha – 11. června 1971 Praha) byl jedním z nejvýraznějších swingových zpěváků nové generace bez operetních manýr.[zdroj?]

## Život
Narodil se v rodině kupce Karla Ctibora (1864—??) a matky Anny, rozené Chloupkové (1879—??), která byla otcovou druhou manželkou. (S první manželkou Annou, rozenou Heirichovou (1872—1901) měl jeho otec syna, se druhou manželkou ještě dceru; nejstarší syn z prvního manželství zemřel předčasně).
Zpíval od 20. let v pražském baru Rotunda na Václavském náměstí.

## Diskografie
- 1936–1946 cca 200 šelakových desek na značkách: His Master's Voice, RCA Victor, Odeon, Hlas jeho pána, Columbia a další,
- 1980 - současnost: účast na mnoha kompilacích od různých vydavatelů,
- 2003 CD Pár kouzel znát, vlastní náklad.
- 2007 Double CD Snad se zas sejdeme, FR Centrum.

### Externí odkazy

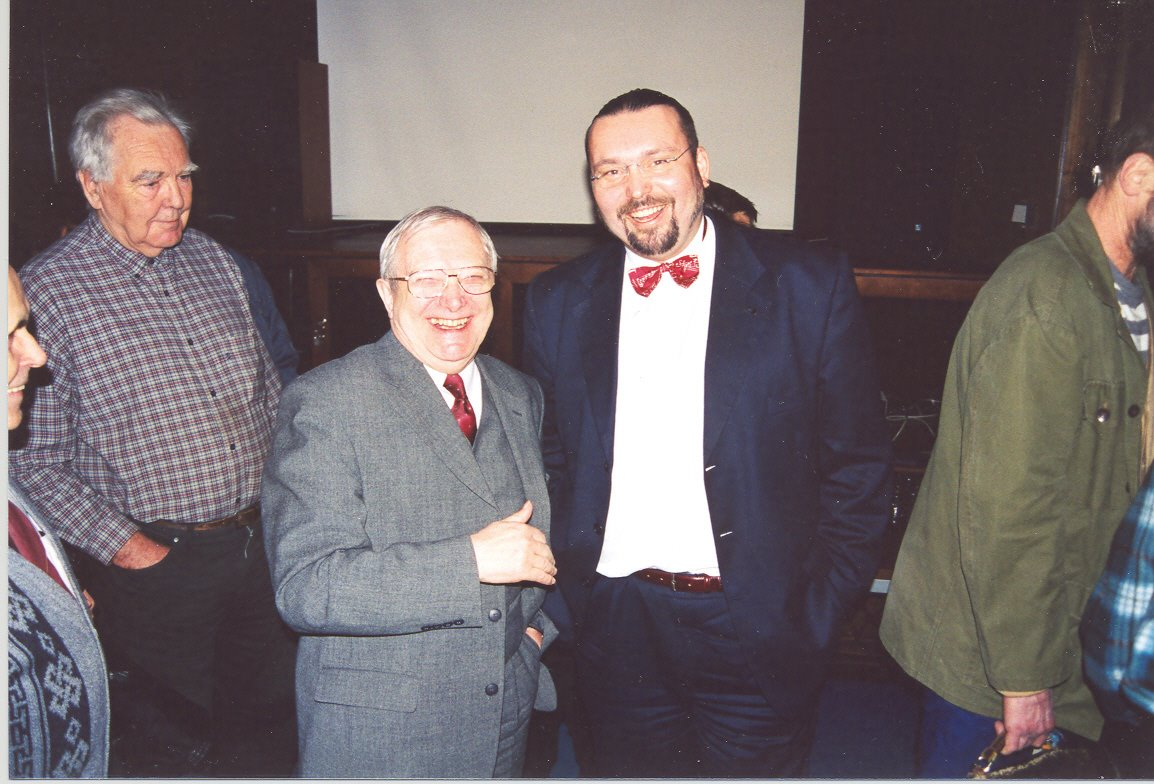
Jiří Suchý a vnuk Karel Ctibor nejml. na křtu CD Pár kouzel znát v Národním technickém muzeu